# 332324 Bobmcdonald
332324 Bobmcdonald este o planetă minoră (asteroid) din centura de asteroizi. A fost descoperită pe 12 decembrie 2006 la Mauna Kea de David D. Balam. 
Obiectul prezintă o orbită caracterizată de o semiaxă mare de 2,3995103908749 UAi, o excentricitate de 0,17, o înclinație de 12,4 ° în raport cu ecliptica.